# K7리그 아산
K7리그 아산(K7 League Asan)은 대한민국 충청남도 아산시에서 진행되는 축구 대회이다.

## 역사
2017년에 '디비전7 아산시 리그'라는 이름으로 시작되었다. 2017년 시즌에 단일 권역으로 6개 선수단이 참가했고, 2018년 시즌에 2개 권역으로 나누어 12개 선수단이 참가했다. 2019년 시즌부터 단일 권역으로 6개 선수단이 참가하고 있다. 2017년 시즌부터 2018년 시즌까지 70분(전·후반 각 35분) 경기로 진행되었고, 2019년 시즌부터 60분(전·후반 각 30분) 경기로 진행되고 있다.

## 시즌별 결과
| 시즌   | 권역 | 선수단 | 우승         | 준우승       | 승격         | 비고                               |
| ------ | ---- | ------ | ------------ | ------------ | ------------ | ---------------------------------- |
| 2017년 | 1개  | 6팀    | 아산 온천 FC | 아산 선장 FC | 아산 온천 FC | 승격팀은 2018년 K6리그 충남에 참가 |
| 2018년 | 2개  | 12팀   |              |              |              |                                    |
| 2019년 | 1개  | 6팀    |              |              |              |                                    |

## 같이 보기
- K7리그